# 中央 (南卡罗来纳州)
中央（英語：Central）是美国南卡罗来纳州下属的一座城鎮。城市类型是“Town”。其面积大约为2.69平方英里（6.96平方公里）。根据2010年美国人口普查，该市有人口5,159人，人口密度约为每平方 英里1,917.84人（约合每平方公里740.77人）。